# Elephantulus rupestris
Elephantulus rupestris е вид слонска земеровка.

## Разпространение и местообитания
Видът е разпространен в югозападната част на Африка на територията на Намибия и ЮАР. Описван е и на крайните югозападни части на съседните Ангола и Ботсвана. Представителите обитават сухи савани и полупустини както и скалисти местности.